# ルルサス防府
ルルサス防府（ルルサスほうふ）は、山口県防府市栄町一丁目にある複合商業施設。
JR山陽本線防府駅てんじんぐち（北口）に隣接し、「防府駅てんじんぐち第一種市街地再開発事業」として建設された。

## 歴史
2004年（平成16年）に着工し、2006年（平成18年）7月にオープンした。

## 施設
地上14階建ての再開発ビルと別棟の駐車場棟からなる。施設隣接の防府市地域交流センターアスピラートとは2階連絡通路で結ばれている。所有者は株式会社周防夢座他。
- 公共施設
  - 防府市地域協働支援センター（2階）
  - 防府市立防府図書館（3階）

- 観光施設
  - ほうふ花燃ゆ大河ドラマ館 文の防府日和。- 防府市地域協働支援センター（2階）多目的ホールにて期間限定で開館していた(2015年1月11日-2016年1月11日)。

- 主な商業・業務店舗
  - 防府地域振興株式会社
  - 白銀防府駅前店
  - 中国電力クッキングルーム
  - フコク生命山口支社
  - 広島銀行防府支店
  - 広島銀行山口住宅ローンセンター
- ライブハウス （1階）
  - LIVE HOUSE K:TRACK

- 集合住宅「リーベックス57」
- FMわっしょい（2016年4月18日より1階に設置）

### 再開発ビルの規模
- 敷地面積 - 約8,300m2
- 延床面積 - 約21,100m2
- 導入機能商業施設 - 約5,300m2（1F約3,600m2、2F約1,700m2）
- 公共公益施設 - 約5,300m2
- 住宅施設 - 約4,800m2（57戸）